# 게임파크 홀딩스
게임파크 홀딩스(GamePark Holdings, GPH)는 대한민국의 게임기 개발 회사로 GP32를 개발한 게임파크에서 분리, 독립했다. 독자적으로 개발한 휴대용 게임기 GP2X와 GP2X 위즈, CAANOO를 출시하였다.
2013년 3월 23일자로 폐업 처리되었으며 기기들의 사후지원은 지피에이치에서 갈려 나온 것으로 추정되는 에이알플러스에서 이루어지고 있다.

## 주요 활동
- 2010년 11월 : 지피에이치로 상호 변경
- 2010년 8월 : CAANOO 출시
- 2009년 4월 : GP2X 위즈 출시
- 2007년 10월 : GP2X F200 출시
- 2005년 11월 : GP2X F100 출시

## 같이 보기
- 오픈소스 하드웨어
- GP2X
- GP2X 위즈
- CAANOO